# Vitaminka Banja Luka
Vitaminka Banja Luka (code BLSE : VITA-R-A) est une entreprise bosnienne du secteur agroalimentaire qui a son siège social à Banja Luka, la capitale de la république serbe de Bosnie. Elle figure parmi les entreprises entrant dans la composition du BIRS, l'indice principal de la Bourse de Banja Luka.

## Histoire
Vitaminka Banja Luka a été créée en 1947. À la date du 4 mars 2010, le groupe suisse Kreis-Industriehandel AG détient 73,63 % du capital de la société.

## Activités
Vitaminka Banja Luka propose des légumes et des fruits pasteurisés, des marmelades, des confitures et des compotes, ainsi que des nectars et des jus de fruits et de légumes,. Parmi ses produits phares figurent les cornichons ou les betteraves rouges au vinaigre et, surtout, l'ajvar, un condiment typique des Balkans. La société vend certains de ses jus de fruits sous la marque WON,.

## Données boursières
Le 12 mars 2010, l'action de Vitaminka Banja Luka valait 0,55 BAM (marks convertibles), soit 0,28 EUR.